# 音楽 (小説)
『音楽』（おんがく）は、三島由紀夫の長編小説。精神分析医の「私」が、不感症に悩む或る女性患者の治療を通して、彼女の深層心理の謎を探っていく物語。サスペンス風の娯楽的な趣の中、精神分析という学問・世界観に対する疑問を呈しながら理論だけでは割り切れない「人間性の謎」や「人間精神の不条理さ」、「性の諸相」を描き出そうとした作品である。
1964年（昭和39年）、雑誌『婦人公論』1月号から12月号に連載され、翌年1965年（昭和40年）2月20日に中央公論社より単行本刊行された。文庫版は新潮文庫で刊行されている。翻訳版はイタリア（伊題：Musica）、スペイン（西題：Musica）、中国（中題：音楽）で行われている。1972年（昭和47年）11月11日に黒沢のり子主演で映画化された。

## 作品主題
三島由紀夫は『音楽』の主題に関連して、以下のように述べている。
また、『音楽』のタイトルの意味については、〈人間の生命力の完全な調和がかもしだす音楽〉だとしている。

## あらすじ
ある秋の日、日比谷で診療所を開いている精神分析医・汐見和順のもとに、24、5歳の美しい女性患者・弓川麗子が訪れた。麗子は食欲不振、嘔気、軽い顔面チックと、「音楽がきこえない」という症状を訴えていた。問診によると、彼女の実家は甲府市だが、親が許婚と決めた又従兄から無理矢理に処女を奪われ、彼を嫌ってS女子大卒業後も帰郷せずに東京で貿易会社の事務員に就職し一人暮らしをしていた。現在は同じ会社で知り合った恋人・江上隆一がいるという。後日、再び診察に訪れた麗子は、「音楽がきこえない」というのは、江上との性行為で「オルガスムスを感じない」という意味だと打ち明けた。江上を愛しているにもかかわらず、それによって彼から猜疑心をもたれ出し、愛想をつかされるのではないかと悩んでいたのだった。
麗子は診察を受けながらも時折、汐見医師に手紙を書き、子供の頃の記憶や心理的な夢に出てくる鋏の挿話を送った。それは虚実入り混じったものだった。また、麗子は恋人・江上にわざと見られるように、汐見との仲を勘違いさせるような嘘の日記を付けたりして困らせていたが、やがて徐々に本当の自分のトラウマを汐見に語り出した。麗子には大好きな10歳上の美男子の兄がいたが、少女の頃にその兄に一度愛撫されたことや、昇仙峡の宿で兄と伯母との性行為を見てしまったことを話した。その後、兄は伯母との関係が親や世間に露呈してしまい失踪してしまったのだという。
麗子の分析が核心に入ってきた矢先の冬のある日、突然彼女が診察に来なくなった。麗子は、甲府にいる許婚の又従兄が肝臓癌で危篤となり、憎んでいた男にもかかわらず、看病に飛んで行ったのだった。そして麗子の報告の手紙によると、病人となった又従兄への献身的な看護の末、聖女のような気持になった彼女は瀕死の彼の手を握りながら、「音楽」を聞いたのだという。その後、一旦麗子は帰京し汐見の診療所を訪ねた後、伊豆南端のS市に一人旅に出かけ、旅先から汐見に手紙を送った。麗子は観光ホテルで不能に悩む青年・花井と知り合った。数箇月後、再び診察室を訪ねた麗子は症状が再発し、ヒステリー状態だった。麗子は、しばらく花井と麹町のホテルに2人で住んでいたことや、花井の不能が治ると麗子は彼を嫌悪し、自由を与えるふりをして彼から逃げ出して、追われていることを話した。しかし、その前に汐見を訪ねてやって来た花井の様子から、その話が嘘だと感じた汐見は、麗子の心理に深く根ざしている兄の影響を鑑みて、彼女が失踪していた兄に会ったのではないかという当てずっぽうの質問をしてみた。図星を言われた麗子は驚愕し、本当のことを語り出した。
実は麗子は江上と知り合う前に、失踪していた兄に会っていたのだった。彼女が女子大の寄宿舎で暮していたときに兄が訪ねて来たのだった。兄は昔とすっかり変わりヤクザっぽい風体になり、安アパートに酒場の女と暮していた。麗子を妹だと信じず嫉妬したその女は、酔って兄と口論となり、麗子が本当の妹か証明するために目の前で2人で寝てみろという挑発した。殺気立つ女との口喧嘩の末、兄は突然、麗子に接吻し襲いかかった。麗子は驚愕するが、この屈辱と恐怖の行為の中にも兄の或る切実なやさしさを感じとり、少女の時に兄に愛撫された時のような甘い快感を見出した。女が目の前の2人が本当の兄妹だと直感し、行為を止めさせようとした時はもう遅かった。麗子は、いよいよ兄が襲ってきたら、そばにあった鋏で兄を刺し殺そうと鋏を枕の下に隠したが、それを彼女は手から離してしまい使わなかった。それ以来、鋏は麗子にとって、地獄に身を委ねた破廉恥な自分の良心をおびやかす象徴となっていたのだった。その後、兄と女はアパートから引っ越してしまっていた。
汐見は麗子を治すために、荒療治に出ることにしかないと思った。それは麗子の兄を探し出し、江上と自分の立会いのもと2人を対決させることだった。彼の住所もわからないまま過ごす中、ある日、テレビに山谷のドヤ街の特集番組に兄が映っているのを麗子が発見した。汐見と看護婦、江上と麗子の四人は、浅草山谷街の都電停留所と泪橋の停留所との左右にまたがる山谷へ行き、麗子の兄を見つけた。兄は背中に赤ん坊をおんぶし、コップ酒を呑み青白くみすぼらしくなっていた。兄は妻を街娼に立たせて暮らしていたのだった。狭い2畳の部屋で、麗子はじっと兄の子を見つめ、突然と、「可哀想に！可哀想に！」と赤ん坊の頬に自分の頬をすりつけた。
麗子の深層心理の中には、「兄の子供を生みたい」という願望が巣食っていたのだった。それは、「兄自身を自分の母胎へ迎え入れるために、その母胎を空けておく」という願望を意味していた。麗子は兄以外の男の子供を妊娠する恐怖から不感症となり、「無原罪の母胎」を信じるにいたっていたのだった。そして麗子は、「赤ちゃんのお母さん」と言うところを、「赤ちゃんの妹さん」と言い間違えたことで、自分自身の中の無意識に気づいたのだった。「兄の子」がすでにいることを見た麗子はその後、江上と結婚した。半年後、江上から汐見に、「オンガクオコル」という電報があった。

## 登場人物
汐見和順
精神分析医。日比谷の或るビルに診療所をひらいている。不感症の患者・弓川麗子の症例を手記にする。診療所には看護婦と助手の2人が勤務している。
弓川麗子
汐見の診療所を訪れた不感症の患者。24、5歳の美女。低目のよく潤んだ声。整った顔なのに冷たさがなく、程よい愛らしさのある形のよい鼻と、むっちりした唇に繊細で脆そうな顎をしている。実家は甲府市の名門の旧家。東京のS女子大を卒業後、帰郷せず一流の貿易会社の事務員に就職し2年になる。田舎に幼時から決められた許婚がいるが、彼を嫌い上京していた。10歳離れた兄がいる。
江上隆一
麗子の恋人。同じ職場で知り合った。T大学のボート部出身で体格がよい。健康的な美男。麗子を愛している。
山内明美
汐見の診療所の看護婦。汐見と付き合っているが結婚はしたがらない女。童顔で粗い一筆描きをしたような明るい、男好きのする顔立ち。麗子にやや嫉妬する。
麗子の兄
麗子の10歳上。喧嘩が強く美男子。麗子と仲の良い兄妹だった。大学を3度すべる。伯母との情事が世間に洩れ、行方をくらまし、その後ヤクザのような風体になる。
麗子の伯母
麗子の兄と肉体関係を持っているのを、小学校4年の麗子に目撃される。
児玉助手
汐見の診療所の助手。
俊ちゃん
麗子の許婚で又従兄。少女時代の麗子を無理矢理襲う。遊び好きだったが30歳前で肝臓癌となる。腹水で腹がふくれ黄土色の顔色になる。献身的に看病する麗子に感謝しながら死ぬ。
甲府の病院の看護婦
俊の入院していた病院の看護婦。麗子の献身的な看病に感動し、麗子の味方になる。
麗子の父親
甲府市の名門旧家の17代目。又従兄の死後、娘をまるで腫れ物にさわるようにし、麗子の意向に従う。
花井
不能に悩む青年。色白で整った顔立ちで目が澄んでいる。象牙を彫ったような繊細な美貌だが生気がなく植物的。黒いセーターに黒いズボンの服装。製薬会社社長の息子で高級な腕時計をしている。伊豆南端のS市へ旅行中の麗子と知り合う。花井は自殺をしようと伊豆の岬に来ていた。スタンダールの「アルマンス」や、「アベラールとエロイーズ」の書簡を愛読。母親は慈善事業と生け花の趣味でほとんど家にいない。
麗子の兄と同棲していた女
酒場の女で兄の情婦。毒々しい化粧をした派手な女で、下品なガラガラ声。三流アパートで麗子の兄と住んでいた。兄妹の近親相姦の目撃者となり恐怖で戦慄する。
赤ん坊
麗子の兄の子供。痩せている。赤ん坊の母親は街娼をしている。

## 作品評価・研究
『音楽』は娯楽的な趣で、三島由紀夫の主要作品ではないため本格的な論考はほとんどなされていないが、1960年代の〈人口一千万の大都会〉東京を舞台とした都市小説として位置づけられ、神経症患者の増加という社会システムの歪みに対して鋭敏に反応していた当時の三島が時代に抱いていたニヒリズムや絶望感の一端が垣間見えるものでもある。小笠原賢二は、三島が同時期に発表していた二・二六事件三部作（憂国、英霊の聲、十日の菊）などと併せた総合的な論究の必要性を指摘している。
澁澤龍彦は『音楽』を、「あたかも推理小説のごときサスペンスをもたせて、一女性の深層心理にひそむ怖ろしい人間性の謎が、ついに白日のもとに暴き出されるまでの過程」がじっくり描かれているエンターテイメントとして上出来の作品だと評し、冷静な合理主義者の分析医が、虚言癖のある美貌の患者に図らずも惹かれる様は、名探偵が犯人の女性に惹きつけられていくのと似ており、そこに作品のふくらみが増している起因があるとしながら、以下のように作品解説している。
松本徹は、精神分析学の徹底した否定論者であった三島が、『音楽』では逆にそれを利用し、「性の諸相」を展開させているとし、「近親相姦への恐怖」は三島の性を考察する上で重要であるため、その意味でも「見逃せない作品」だと解説している。

## 映画化
『音楽』（行動社＋日本ATG） 1972年（昭和47年）11月11日封切。カラー・スタンダード 1時間43分。成人映画指定（映倫番号17336）。惹句は、「猥褻か神聖な愛の儀式か――女の性と心理の深奥をえぐる衝撃作」である。1972年度のキネマ旬報ベストテンでは圏外の第28位となった。

### スタッフ
- 監督・脚本：増村保造
- 撮影：小林節雄
- 音楽：林光
- 美術：間野重雄
- 照明：越村高幸
- 録音：太田六敏、宮下光威
- 編集：中静達治
- 企画：葛井欣士郎、藤井浩明
- 製作：藤井浩明

### キャスト
- 弓川麗子：黒沢のり子
- 精神分析医・汐見和順：細川俊之
- 江上隆一：森次浩司
- 麗子の兄：高橋長英
- 麗子の兄の女：森秋子
- 看護婦・山内明美：藤田みどり
- 麗子の婚約者だった男・俊二：三谷昇
- 不能の青年・花井：松川勉

映画化した理由について監督の増村保造は、「この小説が愛とセックスを見つめる新しい視点と角度を与えてくれると考えたから」だとし、その「新しい視点」とは、「セックスを歴史的に捕えることである」としている。
そして増村は、その切り口として、原作の中心主題である主人公と兄との「近親相姦的な愛」に着目して演出した。
なお、これ以前に小説『音楽』は、三島存命中の1965年（昭和40年）に中村登監督により松竹で映画化されることになっていた。主演は岩下志麻で、撮影も成島東一郎に決まり、彼ら2人と中村監督は三島と打合せをし（三島邸にて）、シナリオまで発表されて音楽担当も武満徹に決まっていたが、映画化の実現はされなかった。

## おもな刊行本
- 『音楽』（中央公論社、1965年2月20日） NCID BN10542173
  - 題字・レイアウト：神野八左衛門。カバー絵：アルブレヒト・デューラー「マドンナと動物たち」。紙装。ビニールカバー。紫帯。245頁
  - ※ 本文中、「刊行者序」の部分のみ組体裁および用紙が異なる。
- 『音楽』（講談社・ロマン・ブックス、1969年7月24日。再版1972年10月24日）
  - カバー装幀：船坂芳助。紙装。カバー（裏）に著書肖像写真。カバー袖に略歴。
  - ※再版1972年の帯（背）に「話題の映画化」、帯（表）に「ATG映画化」、帯（表・裏）に1972年公開の映画『音楽』のスチール2葉あり。
- 文庫版『音楽』（新潮文庫、1970年2月20日。改版1990年2月20日。新版2021年10月）
  - 解説：澁澤龍彦

### 全集収録
- 『三島由紀夫全集14巻（小説XIV）』（新潮社、1974年3月25日）
  - 装幀：杉山寧。四六判。背革紙継ぎ装。貼函。
  - 月報：川島勝「『午後の曳航』の頃」。《評伝・三島由紀夫 11》佐伯彰一「伝記と評伝（その2）」。《同時代評から 11》虫明亜呂無「『美しい星』などをめぐって」
  - 収録作品：「美しい星」「午後の曳航」「音楽」
  - ※ 同一内容で豪華限定版（装幀：杉山寧。総革装。天金。緑革貼函。段ボール夫婦外函。A5変型版。本文2色刷）が1,000部あり。
- 『決定版 三島由紀夫全集11巻 長編11』（新潮社、2001年10月10日）
  - 装幀：新潮社装幀室。装画：柄澤齊。四六判。貼函。布クロス装。丸背。箔押し2色。
  - 月報：［「創作ノート」の楽しみ1］井上隆史「もう一つの『鏡子の家』」。［小説の創り方11］田中美代子「理想の結婚（「音楽」「三島由紀夫レター教室」「夜会服」）」
  - 収録作品：「音楽」「三島由紀夫レター教室」「夜会服」「『音楽』創作ノート」